# Reptilia (canción)
«Reptilia» es el segundo sencillo de Room on Fire, el segundo álbum de la aclamada banda de rock alternativo The Strokes.
El lado B del sencillo contiene la pista "Modern Girls & Old Fashion Men", donde el cantante principal Julian Casablancas trabaja con Regina Spektor en el coro. La fecha de lanzamiento fue atrasada debido a que Casablancas se opuso a que la canción fuera acreditada a "The Strokes y Regina Spektor", afirmando que debería ser "Regina Spektor y The Strokes".
Tanto el título de la canción como la letra tiene claras referencias a una parte del cerebro, el complejo reptiliano, que se encarga de algunas emociones, tales como el amor, el miedo, el odio y la excitación.

## Vídeo musical
El vídeo musical de la canción fue el primero en no ser dirigido por Roman Coppola. En su lugar eligieron a Jake Scott para realizar el vídeo, el cual muestra imágenes de las caras, manos y pies de los miembros de la banda mientras interpretan la canción. Al final del vídeo se ve cómo Casablancas escupe a la cámara.

## Curiosidades
- Es una canción jugable en los videojuegos: Rock Band, Guitar Hero III: Legends of Rock, Guitar Hero On Tour: Modern Hits y Rocksmith
- La portada del SP es la carátula de una máquina Arcade de los 80 llamada Centipede.

## Lista de canciones
1. «Reptilia» (Versión del Álbum) - 3:35
2. «Modern Girls & Old Fashion Men» ft. Regina Spektor - 3:40